# Мелісса Родрігес
Мелісса Родрігес (13 вересня 1994) — мексиканська плавчиня.
Учасниця Олімпійських Ігор 2020 року.
Переможниця Ігор Центральної Америки і Карибського басейну 2014 року, призерка 2010 року.